# Sphaerotheriida
Sphaerotheriida (англ.) — отряд крупных двупарноногих многоножек из инфракласса Pentazonia (Diplopoda). Около 300 видов.

## Распространение
Южное полушарие: Южная Африка, Мадагаскар, Индия, Юго-Восточная Азия, Австралия, Новая Зеландия.
Все 4 семейства встречаются в разных местах и их ареалы не перекрываются. Наиболее базальное семейство Procyliosomatidae представлено только в Австралии и на Новой Зеландии. Семейство Zephronidae (= Sphaeropoeidae) обитает в Юго-Восточной Азии от Гималай и Китая до Сулавеси и Филиппин на востоке. Семейство Sphaerotheriidae встречается только в Южной Африке с изолированными популяциями в Зимбавбе и Малави (возможно, интродуцировано). Семейство Arthrosphaeridae встречается в южной Индии и на Мадагаскаре.

## Описание
Утолщённое тело состоит из головы, грудного сегмента, 12 тергитов и 21 (самки) или 23 (самцы) пар ног (в сумме 42 или 44 ноги). У самцов имеются дополнительные 2 пары ног (телоподы) под анальным диском. Длина до 95 мм, ширина до 55 мм. Голова крупная, округлая. Глаза крупные, состоят из множества оцеллий. Дорсальная бороздка и параноты отсутствуют. 2-й тергит большой, 13-й сегмент антенн короткий и толстый. Населяют подстилочный слой влажных лесов, известны древесные виды.
Большинство изученных видов детритоядные, питаются опавшими листьями и ветвями и другим мёртвым органическим материалом. Подобно дождевым червям играют важную роль в почвообразовательном процессе.
Подобно многоножкам Северного полушария из отряда Glomerida способны сворачиваться в шар при беспокойстве. В свёрнутом состоянии они имеют максимальный размер вишни или мяча для гольфа, но некоторые виды из Мадагаскара могут образовать шар размером с бейсбольный мяч (пример островного гигантизма).
Некоторые виды гигантских многоножек Sphaerotheriida способны издавать звуки (единственные среди всех многоножек). Этот отряд уникален и тем, что некоторые африканские виды используются местными племенами в медицинских целях.
Содержатся любителями в террариумах во многих странах мира.
Несмотря на защитные приспособления Sphaerotheriida (плотные покровы и способность сворачиваться) некоторые животные специализированы на питании гигантскими многоножками этого отряда. Например, суриката (Suricata suricata) или улитки семейства Chlamydephoridae (Mollusca: Gastropoda; Южная Африка), которые питаются исключительно Sphaerotheriida. Из внутренних паразитов Sphaerotheriida известны специализированные формы среди нематод.

## Систематика
4 семейства, 21 род (или 23), около 300 видов. Отряд Sphaerotheriida включают в состав Pentazonia, который рассматривается или в ранге инфракласса или подкласса. От сходного отряда сворачивающихся многоножек Glomerida более крупными размерами (от 2 до 8 см), числом тергитов (10 или 11 у Glomerida, 12 у Sphaerotheriida) и ног (17 или 19 у Glomerida, 21 или 23 у Sphaerotheriida), морфологией головы, гениталий и другими признаками.
- Семейство: Arthrosphaeridae Jeekel, 1974

Arthrosphaera Pocock, 1895 — 40 видов, Индия, Шри-Ланка
Zoosphaerium Pocock, 1895 — 55 видов, Мадагаскар
Sphaeromimus de Saussure & Zehntner, 1902 — 3 вида, ю.-в. Мадагаскар
Microsphaerotherium Wesener & van den Spiegel, 2007 — 2 вида, Мадагаскар
- Семейство: Procyliosomatidae Wesener & VandenSpiegel, 2009

Procyliosoma Silvestri, 1917 — 11 видов, Восточная Австралия, Тасмания, Новая Зеландия
- Семейство: Zephronidae Gray in Jones, 1843

Bothrobelum Verhoeff, 1924 — 1 вид, Борнео
Cryxus Leach, 1814 — 1 вид, Азия
Indosphaera Attems, 1935 — 2 вида, С.Индия, Мьянма
Kophosphaera Attems, 1935 — 5 видов, С.Индия, Непал
Leptotelopus Silvestri, 1897 — 1 вид, Мьянма
Prionobelum Verhoeff, 1924 — 8 видов, Вьетнам, ю.-з. Китай
Sphaerobelum Verhoeff, 1924 — 4 вида, Вьетнам
Zephronia Gray, 1832 — 37 видов, С.Индия, Мьянма, Малайский полуостров, Ява, Суматра, Борнео
Sphaeropoeus Brandt, 1833 — 22 вида, С.Индия, Мьянма, Малайский полуостров, Ява, Суматра, Борнео
Tigridosphaera Jeekel, 2000 — 4 вида, Малайский полуостров
Castanotherium Pocock, 1895 — 50 видов, Индонезия, Филиппины
Castanotheroides Chamberlin, 1921 — 3 вида, Филиппины
Sechelliosoma Mauriès, 1980 — 1 вид, Сейшельские острова
Rajasphaera Attems, 1935 — 1 вид, Борнео
- Семейство: Sphaerotheriidae Brandt, 1833

Sphaerotherium Brandt, 1833 — 54 вида, Южная Африка, Зимбабве
Kylindotherium Attems, 1926 — 1 вид, Южная Африка
- Incertae sedis

Epicyliosoma Silvestri, 1917 — 15 видов, Австралия
Cynotelopus Jeekel, 1986 — 1 вид, ю.-з. Австралия